# Tricellula patens
Tricellula patens är en svampart som beskrevs av W. Gams. Tricellula patens ingår i släktet Tricellula, divisionen sporsäcksvampar och riket svampar.   Inga underarter finns listade i Catalogue of Life.